# Ґочово
Ґочово (словац. Gočovo) — село в окрузі Рожнява Кошицького краю Словаччини, історична область Гемера. Площа села 14,7 км². Станом на 31 грудня 2016 року в селі проживало 348 жителів.

## Історія
Перші згадки про село датуються 1247 роком.

## Населення
| Рік:            | 1994. | 2004.   | 2014.   | 2024.    |
| --------------- | ----- | ------- | ------- | -------- |
| Кількість осіб: | 404   | 403     | 369     | 291      |
| Різниця:        |       | -0,24 % | -8,43 % | -21,13 % |

| Рік:            | 2023. | 2024.   |
| --------------- | ----- | ------- |
| Кількість осіб: | 297   | 291     |
| Різниця:        |       | -2,02 % |